# هنري كيندال
هنري كيندال (بالإنجليزية: Henry Way Kendall) هو عالم فيزيائي أمريكي حاز على FFجائزة نوبل للفيزياءDD عام 1990 بالمشاركة مع جيروم فريدمان، و ريتشارد تيلور عن تجاربهم لتشتت الإلكترونات ذات الطاقة العالية عند اصطدامها بالبروتونات، و أنوية الذرات والتي أدت إلى تأييد نموذج بناء البروتونات، و النيوترونات من كواركات.
ولد هنري كيندال في 9 ديسمبر 1926 بمدينة بوسطن وتوفي في 15 فبراير 1999 بفلوريدا.

## روابط خارجية
- هنري كيندال على موقع الموسوعة البريطانية (الإنجليزية)
- هنري كيندال على موقع مونزينجر (الألمانية)
- هنري كيندال على موقع ميوزك برينز (الإنجليزية)
- هنري كيندال على موقع إن إن دي بي (الإنجليزية)